# Fernesiechen
Fernesiechen ist ein Stadtviertel des Stadtteils Freiberg-West der Großen Kreisstadt Freiberg im Landkreis Mittelsachsen (Freistaat Sachsen). Er ist nach dem sich früher dort befindlichen Hospital „Fernesiechen“ benannt.

## Geografie

### Lage
Das Stadtviertel liegt im Westen der Stadt Freiberg. Es wird im Westen vom Freiberger Hospitalwald, im Norden und Osten von der Bahnstrecke Dresden–Werdau und im Süden von der „Chemnitzer Straße“ (Bundesstraße 173)  begrenzt. Im südlichen Bereich befindet sich der Freiberger Wasserturm.

### Nachbarorte
| Kleinwaltersdorf | Freiberg, Stadtteil Freiberg-Nord (Stadtviertel Neu-Friedeburg) | Freiberg, Stadtteil Freiberg-West (Stadtviertel Hospitalviertel) |
| Kleinschirma     | Kompassrose, die auf Nachbargemeinden zeigt                     | Freiberg, Stadtteil Freiberg-West (Stadtviertel Freibergsdorf)   |
|                  | Freiberg, Stadtteil Freiberg-West (Stadtviertel Wasserberg)     |                                                                  |

## Geschichte

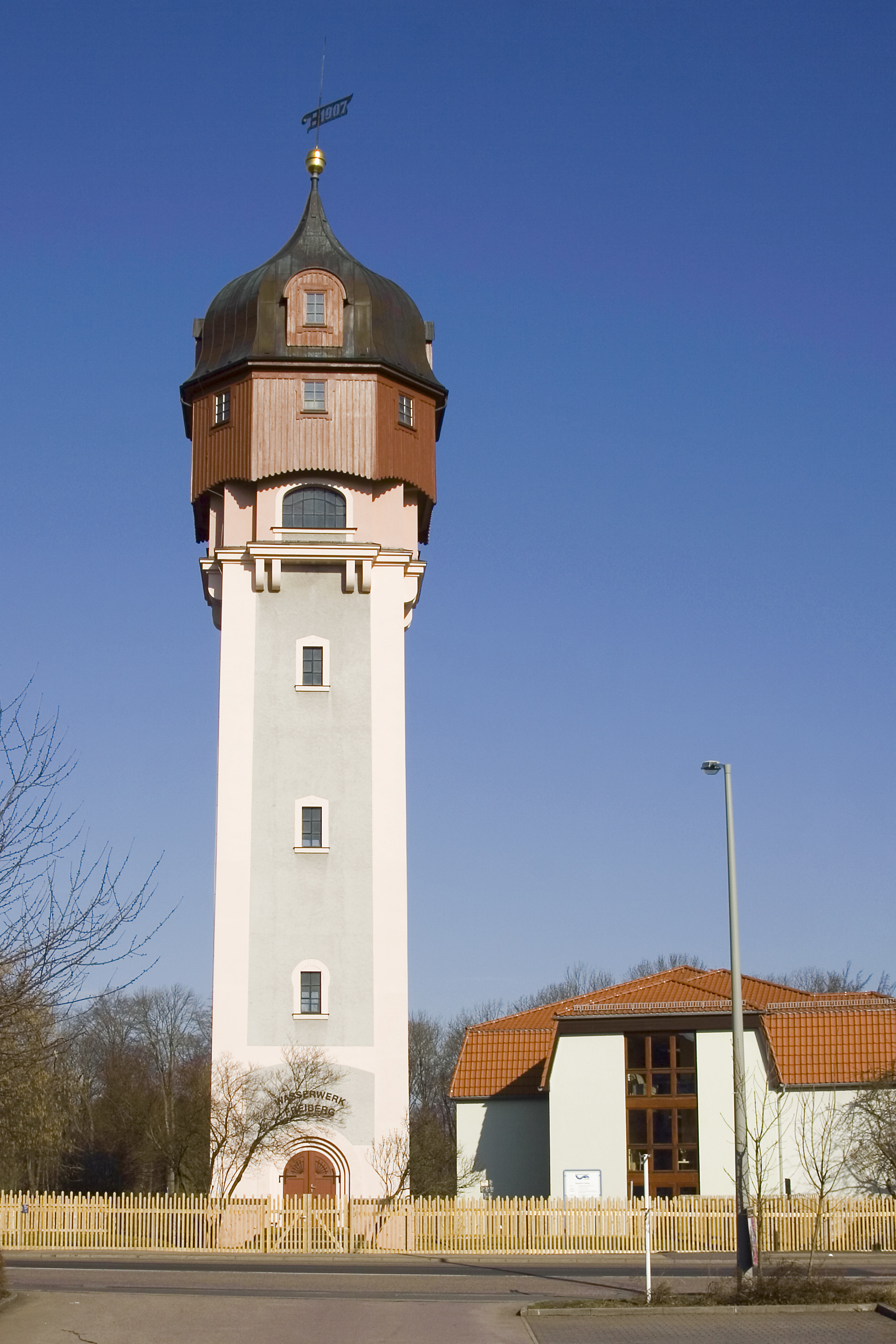
Wasserturm Freiberg

Auf einem Gelände östlich des Freiberger Hospitalwaldes, das zum 1224 erstmals erwähnten Hospital St. Johannis vor dem Freiberger Peterstor gehörte, erfolgte um 1250 die Gründung des „Bartholomäushospitals“, das auch „Fernesiechen“ genannt wurde. Die erste Erwähnung erfolgte in einer nicht datierten Urkunde aus der Mitte des 13. Jahrhunderts, 1371 wird das Hospital Fernesiechen mit einem Datum erwähnt.
Das Johannis- und das Bartholomäus-Hospital gelangten im Jahr 1570 unter eine gemeinsame Gerichtsbarkeit. Wie das Rittergut Freibergsdorf unterstanden sie nicht dem Freiberger Rat. Die zum Hospital gelegenen Wirtschaftsgüter lagen westlich und nordöstlich der Stadt Freiberg. Die zum Hospital gehörige „Bartholomäuskirche“ wurde wie das Hospital im Jahr 1843 abgerissen.
Im Jahr 1907 entstand im südlichen Bereich von Fernesiechen der markante Wasserturm zur Verbesserung der Wasserversorgung der Stadt Freiberg. Ab 1956 entstand südlich von Fernesiechen das Wohngebiet Wasserberg, als dessen Wahrzeichen der Wasserturm heute gilt.
Die historischen Gebäude von Fernesiechen werden heute als Seniorenheime „Haus Johannishof“ und „Haus Elisabeth“ der Seniorenheime Freiberg gGmbH genutzt.